# Škoda 1101/1102
Škoda 1101 respektive Škoda 1102, známé také pod lidovou přezdívkou Tudor, jsou osobní a lehké užitkové automobily, vyráběné v národním podniku Automobilové závody (AZNP) Mladá Boleslav a jeho pobočných závodech, především v Kvasinách a Vrchlabí. Vůz Škoda 1101 je modernizací předválečného typu Škoda Popular 1101, od kterého se liší především upravenou karoserií. Jeho výroba byla zahájena v roce 1946, od roku 1949 jej doplnil souběžně vyráběný modernizovaný typ Škoda 1102. Vozy Škoda 1101/1102 vznikaly ve velkém počtu karosářských variant. Ty zahrnovaly základní dvoudveřový sedan (tudor), čtyřdveřový sedan, dodávku, sanitu, kombi, tudor-kabriolet, roadster a vojenskou otevřenou verzi VO/P. Mezi lety 1946–1952 bylo vyrobeno 71 591 vozů všech verzí , z nichž velká většina byla exportována do řady zemí, nejvíce do Polska, Nizozemska a Belgie. Na bázi vozu Škoda 1101 vzniklo několik kusů závodních speciálů Škoda Sport a Škoda Supersport.

## Historie vozu

### Vznik vozu

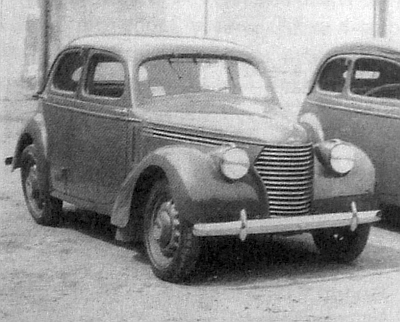
Škoda Popular OHV 1101, předchůdce typu Škoda 1101

Škoda 1101 byla v podstatě modernizovanou verzí vozu Škoda Popular 1101 z roku 1939, se kterým sdílela i tovární typové označení (typ 938). Popular 1101, nejmodernější předválečný typ mladoboleslavské automobilky, byl vyráběn mezi lety 1940–1944. Vývoj vozu Škoda 1101 tajně probíhal ještě během války. Prospekt z roku 1944 již nesl kresbu vozu s karoserií velmi podobnou budoucí produkční verzi. Konečnou podobu získal nový typ během roku 1945, již krátce po skončení války. Oproti svému předchůdci měla Škoda 1101 lehce modernizovaný motor se shodným výkonem, pružné Hardyho spojky na spojovacím hřídeli byly nahrazeny křížovými klouby, na přední nápravě původní třecí tlumiče vystřídaly tlumiče pákové hydraulické (toto řešení zůstalo použito i na následujících vozech Škoda, až po typ Škoda 1202). Standardně byla montována čtyřstupňová převodovka (kromě několika prvních vyrobených vozů, jež měly starou třístupňovou z předválečných zásob). Na zcela nové palubní desce došlo k nahrazení samostatných ukazatelů sdruženým přístrojovým štítem, uprostřed se objevila mřížka s přípravou pro autorádio. Táhlo ruční brzdy se přemístilo pod volant a dostalo charakteristický půlkruhový „deštníkový“ tvar. Vůz však stále nebyl standardně vybaven topením (kromě sanitní verze).
Hlavní změny prodělala karoserie, která se lišila především novou maskou, charakteristickou zcela zapuštěnými světlomety a tenkým vodorovným žebrováním, uprostřed svisle rozděleným. Konstrukce karoserie však zůstala tradiční smíšená, s dřevěnou kostrou potaženou ocelovým plechem. Z označení vozu vymizelo jméno Popular. Nové jméno Škoda 1101 mělo vyjadřovat, že jde o zcela nový vůz a ne pouze o modernizaci staršího typu (kterým ve skutečnosti byl), a tím pomoci vozu k úspěchu na exportních trzích.
V říjnu 1945 proběhla v Československu první vlna znárodňování. Během ní byla znárodněna také automobilka ASAP, která obdržela nové označení Automobilové závody, národní podnik (AZNP). Ve jménech vozů se nicméně z obchodních důvodů nadále používala značka Škoda, právně náležející nyní nezávislému plzeňskému koncernu. Do nově vzniklého národního podniku byla začleněna řada dříve nezávislých výrobních podniků a karosáren (nyní také znárodněných). Nejznámějšími z nich byla karosárna Petera a synové, nyní pobočný závod Vrchlabí (od roku 1946), nebo karosárna Jawa ing. Janečka, nyní pobočný závod Kvasiny (od roku 1947).
Koncem roku 1945 bylo ministerstvem průmyslu stanoveno, že AZNP se stane monopolním výrobcem osobních automobilů pro širší okruh obyvatelstva, výhradním vyráběným modelem se měla stát právě Škoda 1101. Jediným dalším osobním typem vyráběným v ČSR měla být luxusní Tatra 87.
Výroba jediného typu, získání dalších výrobních kapacit v závodech začleněných do AZNP a velká poválečná poptávka po nových vozech umožnily značný nárůst produkce oproti předválečným dobám. Škoda 1101/1102 byla vyrobena v několikanásobném počtu než do té doby nejprodukovanější předválečný model Popular, kterého vzniklo necelých 20 000 kusů.

### Sériové varianty
Nehotový první prototyp, postavený ještě na starém podvozku Popularu 1101, byl představen novinářům na konci roku 1945. Prototyp byl dokončen 6. března 1946 a poté absolvoval propagační jízdu po Československu. Tento první vůz měl karoserii tudor (z anglického two-door, dvoudveřový sedan). Toto pojmenování se vžilo pro všechny vozy této typové řady, bez ohledu na skutečnou variantu karosérie. Během dubna až října 1946 postupně vznikly karosářské varianty sanita, roadster, čtyřdveřový sedan, tudor-kabriolet a dodávka. Sériová výroba dodávek a sanit byla zahájena během roku 1947, roadsterů a sedanů až během roku 1948. Během roku 1947 byla dále vyvinuta varianta VO (Vojenská Otevřená). V roce 1949 vznikla karoserie Station Wagon (STW) – třídveřové kombi. Všechny typy byly vyráběny s levo- i pravostranným řízením.

### Modernizace
V říjnu 1947 byl předveden prototyp roadsteru s novou maskou, tvořenou pěti silnými žebry. Tuto masku dostaly všechny sériové roadstery a sedany. Ostatní osobní verze pak dostávaly novou masku od roku 1948, užitkové verze až od března 1950 (51. série). V polovině roku 1950 (54. série) se začal montovat nový dvouramenný volant. Od června 1951 (66. série) pak nové kruhové přístroje, původem ze Škody 1200. Kromě těchto změn probíhaly další drobné úpravy po celou dobu výroby.

### Škoda 1102
V dubnu 1949 (41. série) vznikl modernizovaný typ Škoda 1102. Byl téměř totožný s typem 1101, lišil se především řadicí pákou přemístěnou z podlahy na sloupek řízení pod volantem. Další změnou byl nový přední nárazník, integrovaný s karoserií. Na bocích vozu před směrovkami se objevily větrací klapky. Úpravami prošla také přístrojová deska.
Model 1102 však starší typ nenahradil. Ve verzi 1102 vznikaly osobní vozy (především čtyřdveřové sedany), zatímco užitkové varianty byly převážně stavěny na šasi 1101. Typ Škoda 1102 byl vyráběn do konce října 1951, zatímco poslední vůz Škoda 1101 byl zhotoven 23. května 1952.
Řada 1101/1102 byla nahrazena typem Škoda 1200, který od ní převzal upravený motor a podvozek.

## Karosářské verze
Vozy řady Škoda 1101/1102 byly stavěny ve velkém počtu karosářských variant. Osobní verze jako tudor a sedan vznikaly v mateřském závodě v Mladé Boleslavi, zatímco speciální a užitkové verze byly vyráběny v celé řadě pobočných závodů a karosáren, především ve Vrchlabí a Kvasinách.
Podvozky pro všechny karosářské verze byly vyráběny v hlavním závodě Mladá Boleslav. Podvozky byly do pobočných závodů dodávány již s kapotáží motoru a předních blatníků.
Výroba tudorů a sedanů v hlavním závodě běžela poměrně plynule, jiná situace však byla u ostatních verzí. Nedostatečné strojní zařízení karosáren a technologická náročnost výroby byly příčinou nízkých výrobních počtů. Karoserie byly v podstatě zhotovovány ručně. Jednotlivé karosářské varianty byly rozměrově odlišné, což platí i o napohled podobných verzích dodávka, kombi a sanita. V závodě Vrchlabí, který jako jediný vyráběl více typů karoserií, byly jednotlivé karosářské typy vyráběny dávkově. Tedy po vyrobení určitého počtu karoserií jednoho typu bylo výrobní zařízení přestavěno na produkci jiného typu.
Po dokončení byly všechny karoserie, stejně jako u předválečných vozů, lakovány nitrocelulózovým lakem a ručně leštěny. Použití pomaluschnoucích laků a nutnost dolešťování dále snižovalo produktivitu výroby.

### Sériově vyráběné karosářské verze

#### Tudor

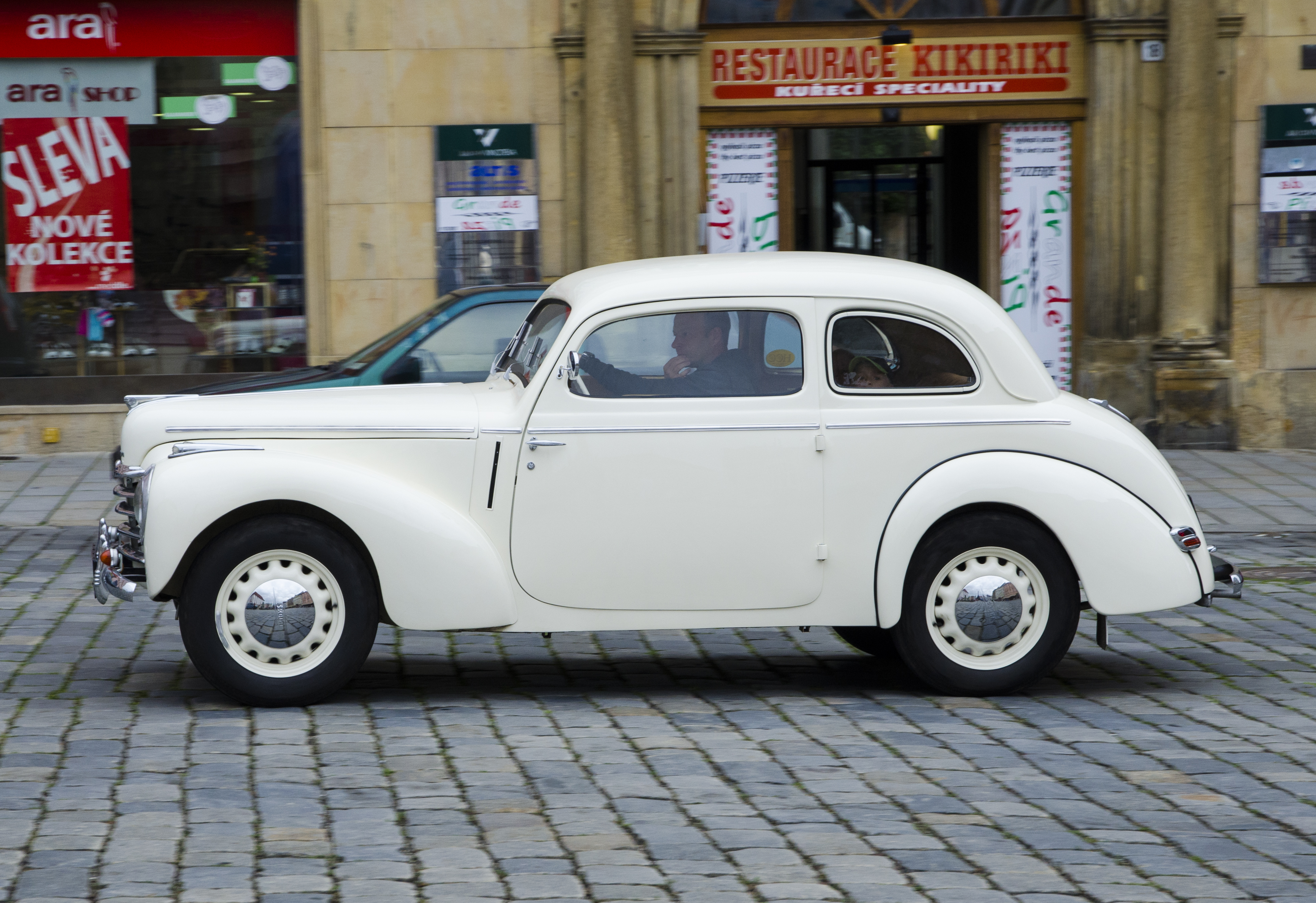
Škoda 1101 tudor

Tudor je označení uzavřené čtyřsedadlové dvoudveřové karoserie. Přední sedadla tudoru mají společný sedák a oddělená opěradla. Sedadla jsou sklopná dopředu, pro umožnění nastupování dozadu. Vzadu se nachází dvoumístná lavice se sklopným opěradlem. Okna v předních dveřích jsou stahovací, zadní okénka jsou výklopná. Vzadu se nachází zavazadlový prostor, přístupný zvenčí víkem nebo zevnitř po sklopení opěradla zadní lavice. Některé vozy určené na export byly navíc standardně vybaveny výklopným čelním sklem v chromovaném rámu.
Tato verze byla základním a nejrozšířenějším provedením vozu Škoda 1101. Sériová výroba tohoto provedení začala nejdříve, první sériový tudor byl dokončen 7. května 1946. Od září 1949 vznikaly také ve verzi Škoda 1102.
Poslední tudory Škoda 1102 vznikly 31. října 1951. Celkem bylo s karoserií tudor a tudor-kabriolet vyrobeno asi 29 000 vozů v provedení Škoda 1101 a 1102.
Verze tudor vyráběna pouze v hlavním závodě v Mladé Boleslavi.

#### Tudor-kabriolet
Tudor-kabriolet, nebo také polokabriolet, byl úpravou karoserie tudor. Měla pevné boční části včetně kompletních dveří a skel, ale střecha byla plátěná skládací, vzadu opatřená malým oknem. Střechu bylo možné natáhnout i za pomalé jízdy. Tato verze byla zprvu označována jako Cabriolet, později Tudor-Cabriolet nebo Cabrio-Tudor. Vozy vznikaly v provedení Š 1101 i 1102. První tudor-kabriolet byl dokončen 30. září 1946, poslední pak 15. února 1951 (model Škoda 1102). Také tato verze se vyráběla pouze v Mladé Boleslavi.

#### Sedan

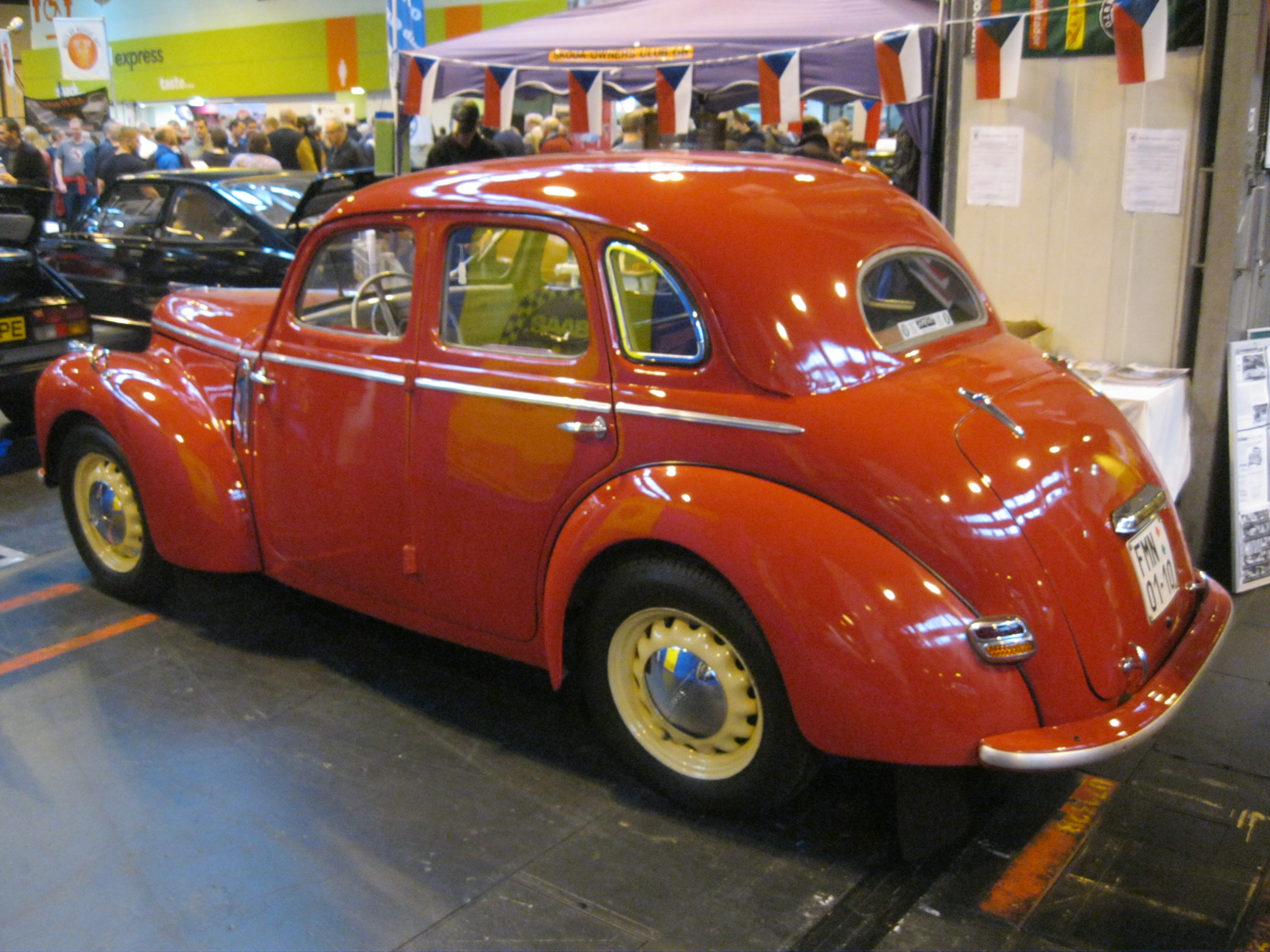
Škoda 1102 sedan

Jako sedan se označovala čtyřdveřová čtyřmístná uzavřená karoserie. Oproti tudoru zde přibyla třetí boční okénka za zadními dveřmi, která přispěla k optickému prodloužení vozu. Na konci září 1946 představila automobilka ne zcela hotový sedan na Pařížském autosalonu. Vůz byl dokončen až 12. listopadu 1946 a sériová výroba se rozběhla teprve v říjnu 1948. Typ byl vyráběn jak v provedení Škoda 1101, tak i především Škoda 1102, kde tvořil většinu produkce. Od roku 1949 již počet vyrobených sedanů převážil nad tudory. Naprostá většina vyrobených vozů byla exportována do evropských i mimoevropských zemí. Část sedanů 1101 byla vyvezena v rozloženém stavu do Irska a Austrálie. Vozy, které zůstaly v Československu, sloužily především pro potřeby ministerstev a diplomatických sborů.
Poslední vozy Škoda 1102 sedan a tudor byly vyrobeny 31. října 1951. Celkem vzniklo asi 18 000 vozů sedan. Stejně jako předchozí verze, byly i sedany vyráběny v Mladé Boleslavi.

#### Roadster

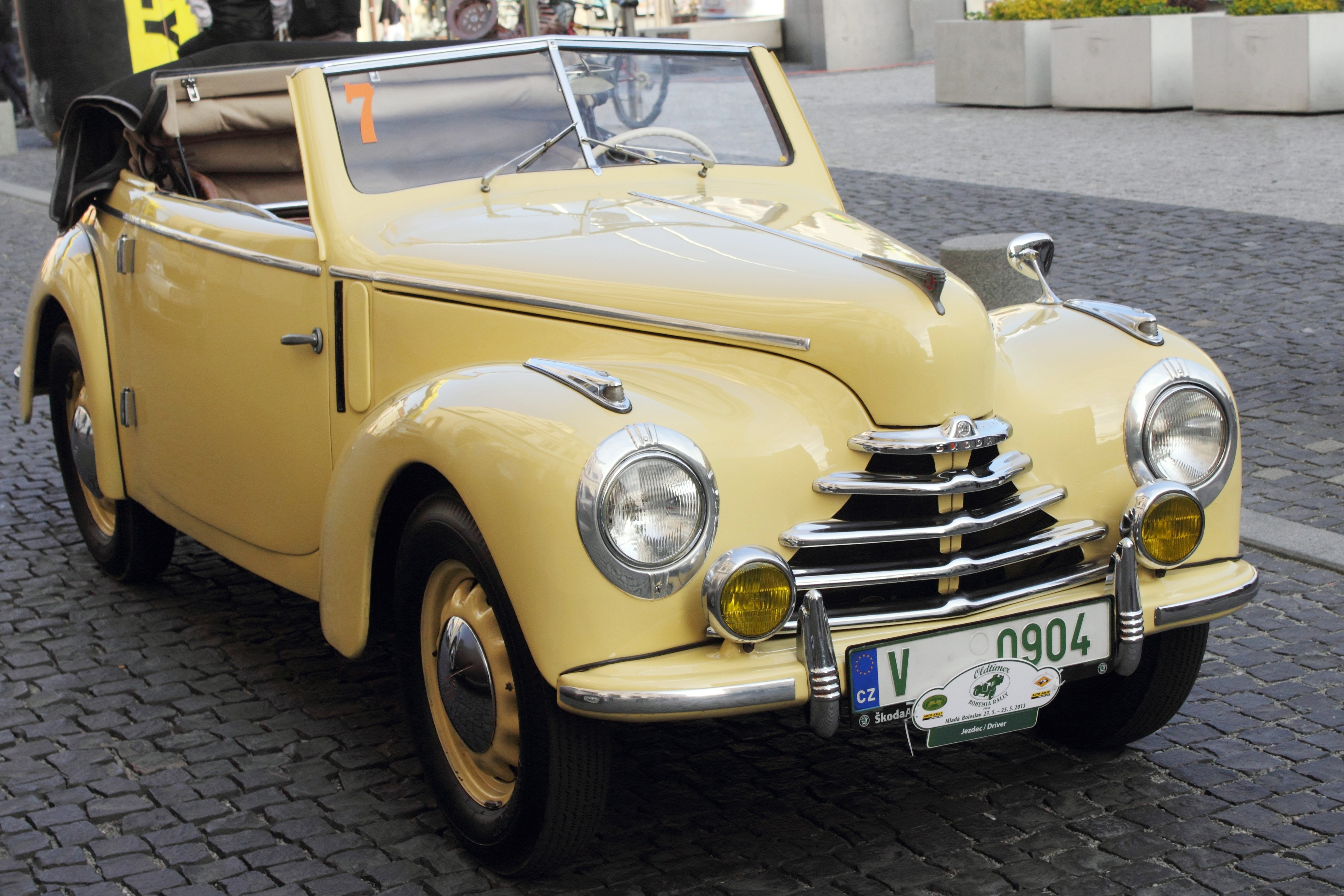
Škoda 1102 roadster

Roadster se od ostatních verzí odlišoval dvoudílným čelním sklem šípovitého tvaru. Dveře roadsteru byly bezrámové, stahovací okna zaobleného tvaru byla opatřena tenkou chromovanou lištou. Karoserie byla čtyřmístná, zadní sedadla však byla pouze nouzová (uspořádání 2+2).
Roadster byl stejně jako sedan a sedan-kabriolet představen na Pařížském autosalonu v září 1946. Další tři roadstery byly vyrobeny v říjnu 1947 a představeny na Pražském autosalonu. Sériová výroba byla zahájena až v březnu 1948. Prvních 14 sériových roadsterů bylo vyrobeno v Mladé Boleslavi, poté byla výroba předána do pobočných závodů Vrchlabí a Kvasiny. V závodě Vrchlabí (bývalá karosárna Petera) bylo vyrobeno od srpna 1948 do roku 1950 celkem 271 roadsterů, všechny ve verzi Škoda 1101. V Kvasinách (bývalá karosárna JAWA) pak vzniklo od srpna 1948 do konce června 1951 celkem 1895 roadsterů. Z toho bylo 574 kusů typu Škoda 1101 a 1321 kusů typu Škoda 1102 (vyráběny od listopadu 1949). Celkem tedy vzniklo 2184 vozů roadster, z nichž drtivá většina byla exportována.
Roadster Škoda 1101 čalouněný žlutou kůží, dokončený 2. prosince 1949, byl zaslán jako dar J.V. Stalinovi.

#### Sanitní

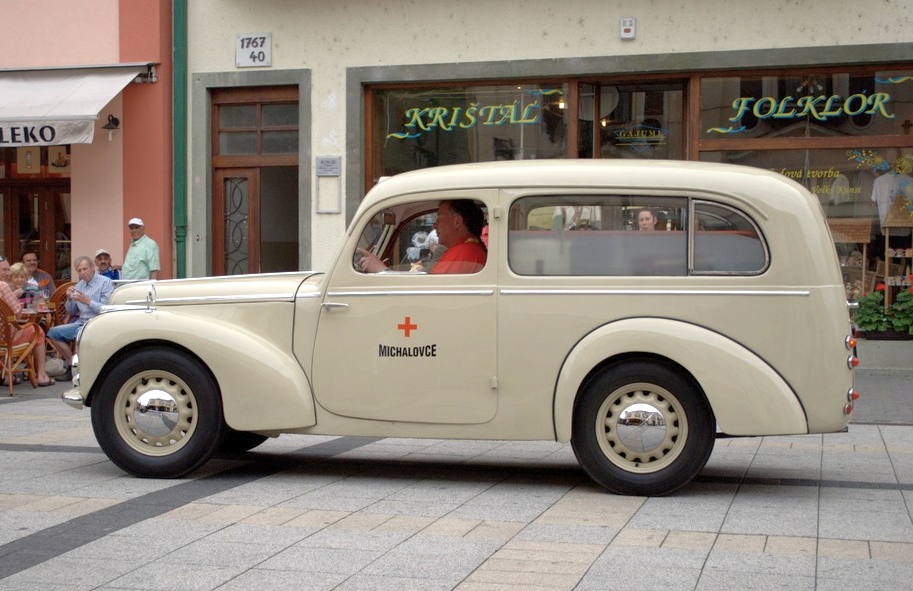
Škoda 1101 sanitní

Karoserie sanitní, také nazývaná zdravotnická, je uzavřená, opatřená dvěma dveřmi vpředu a jedněmi širokými, doprava otvíranými dveřmi vzadu s malým okénkem uprostřed. Na boku se nacházejí pevná jednodílná okna, s vyklápěcími okénky vzadu. Všechna boční okna jsou do dvou třetin výšky pískovaná. V zadní části vozu je prostor pro pacienta s lůžkem vpravo a sklopným nouzovým sedátkem vlevo. Kvůli lepší manipulaci spočívá lůžko na otočném a vysouvatelném rámu. Prostor pro pacienta je vytápěn teplým vzduchem, ohřívaným výfukovými plyny. Vpředu se nachází prostor pro řidiče. Obě části jsou odděleny pevnou mezistěnou. Ta je za místem řidiče rovná a nahoře vybavená posuvným okénkem. Vedle řidiče je, kvůli délce lůžka, půlkruhově vyklenutá do prostoru spolujezdce. Do vyklenutí zapadá přední část lůžka. Náhradní kolo se kvůli snížené podlaze vzadu přesunulo na podlahu vedle místa řidiče. Na něm je upevněno odnímatelné nouzové sedátko bez opěradla pro spolujezdce. Nad čelním oknem a uprostřed zadních dveří se nachází svítící znak. Do standardní výbavy patří přední mlhový světlomet. Sanitky byly lakovány stříbrnou metalízou nebo bílým lakem odstínu slonová kost.
Sanitní karoserie byly stavěny výhradně na podvozcích typu 1101, tedy s řadicí pákou na podlaze. První vůz byl dokončen 30. dubna 1946, výroba skončila na konci roku 1951 (posledních 5 vozidel bylo dokončeno 12. prosince 1951). Celkem vzniklo 4561 sanitních vozů, které byly vyráběny výhradně v závodě Vrchlabí.

#### Dodávka

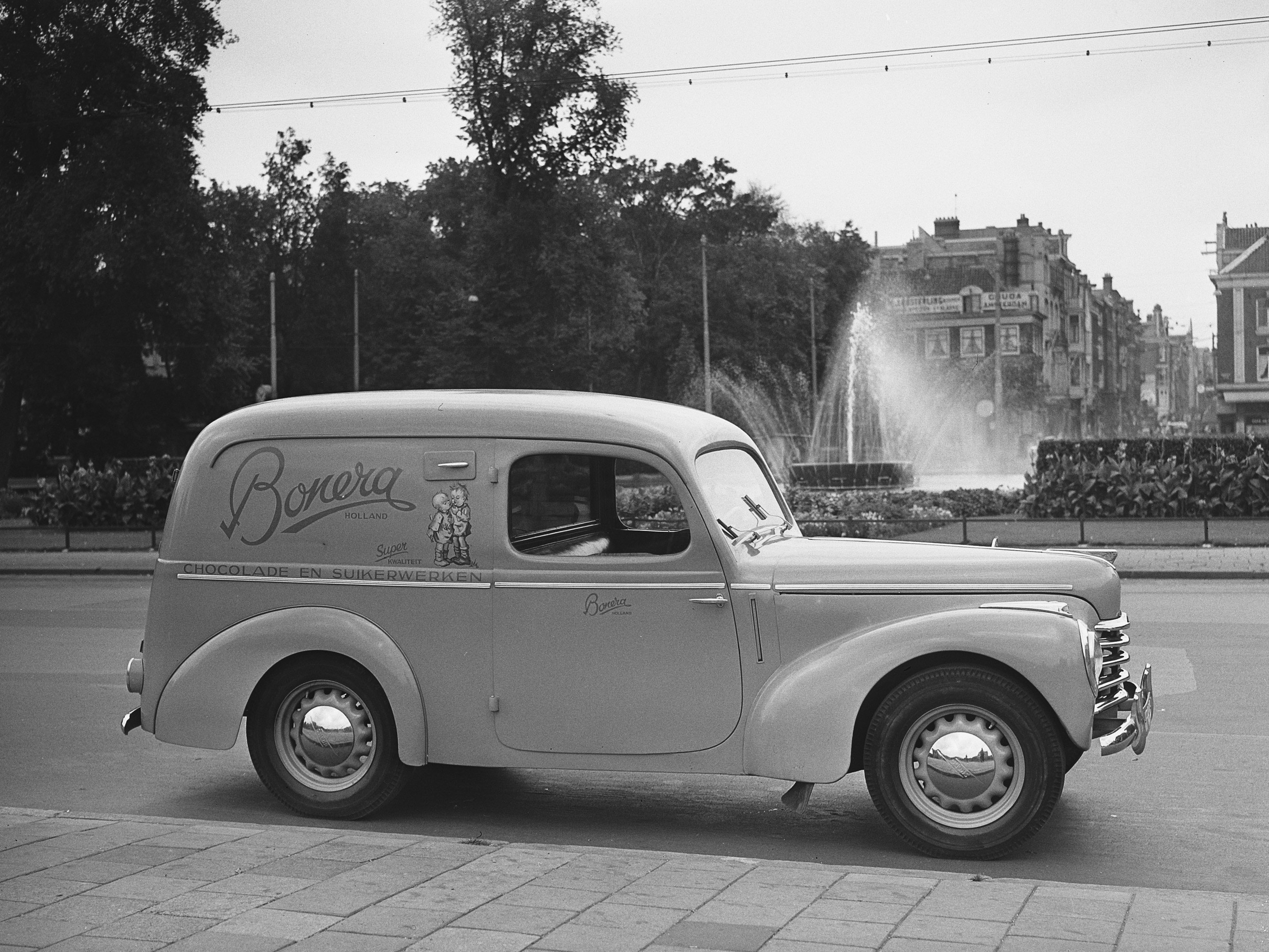
dodávková Škoda 1101 v Nizozemsku

Dodávková karoserie je třídveřová, se dvěma dveřmi vpředu a jedněmi širokými, doprava otvíranými dveřmi vzadu s malým okénkem uprostřed. Na boku karoserie, za předními dveřmi, jsou umístěny větrací klapky užitkového prostoru. Ložná plocha má délku 1500 mm, na vnitřních stěnách je opatřena ochrannými dřevěnými lištami. Náhradní kolo je uloženo pod její podlahou. Mezi prostorem řidiče a nákladovým prostorem se nachází pevná mezistěna. V její horní části je okno, vyklápěné nahoru směrem do prostoru řidiče. Užitečná hmotnost prvních dodávek byla 350 kg, po zesílení zadního listového péra v říjnu 1948 vzrostla na 500 kg.
Stejně jako sanitky, byly i dodávky vyráběny pouze ve Vrchlabí. První vůz byl dokončen 11. října 1946. Poslední dodávka, vyrobená 23. května 1952, byla zároveň posledním dokončeným vozidlem typové řady Škoda 1101/1102. Celkem ve Vrchlabí vzniklo 4946 dodávkových vozů. Dodávky byly stavěny na podvozcích typu 1101, s výjimkou exportní série 350 vozů s pravostranným řízením z let 1950–51. Ty byly postaveny na podvozku Škoda 1102.

#### Station wagon
Station wagon (STW) nebo také osobní dodávková karoserie, bylo třídveřové kombi, se dvěma dveřmi vpředu a jedněmi širokými, doprava otvíranými dveřmi vzadu. Okno zadních dveří bylo oproti sanitě a dodávce větší, probíhající celou šířkou dveří. Také dveře řidiče a spolujezdce byly větší, velikostí odpovídající osobní verzi tudor. Uvnitř byla za předními sedadly umístěna druhá řada sedadel, tvořená průběžnou lavicí. Opěradlo lavice po sklopení tvořilo podlahu zavazadlového prostoru. Vnitřní stěny tohoto prostoru tvořily nalakované překližky a dřevěnou podlahu pokrýval gumový potah.

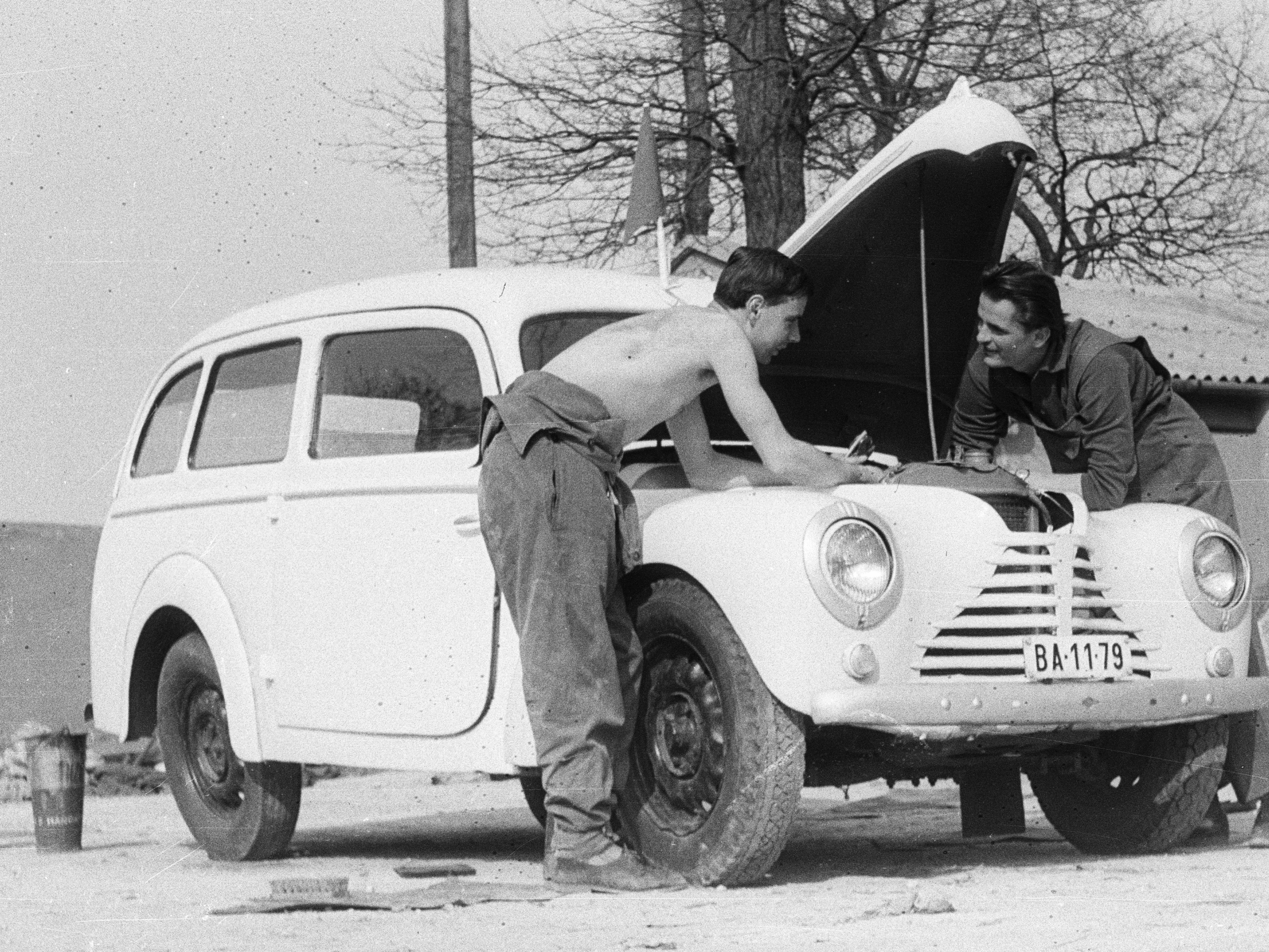
Škoda 1101 STW

Vozidla station wagon zhotovovalo hned několik karosáren a každá z nich stavěla v detailech odlišnou karoserii. Společným znakem většiny karoserií STW, jímž se lišily od ostatních verzí, byl symetricky tvarovaný zadní blatník (na rozdíl od dozadu protáhlých blatníků jiných verzí).
Existovaly dvě hlavní varianty karoserií STW: s vnějším oplechováním (jako u ostatních verzí) a bez oplechování, s viditelnou dřevěnou kostrou vyplněnou zevnitř překližkovými nebo bakelitovými panely (tzv. typ woody). Karoserie woody měla přední dveře zavěšené vepředu (jak je dnes zvykem). Toto řešení bylo tehdy pravděpodobně zvoleno z pevnostních důvodů, neboť střední sloupek plechem nevyztužené kostry by neunesl tíhu zavěšených dveří. Přední zavěšení dveří bylo standardně použito teprve u typu Škoda 1200.
Kromě těchto dvou základních verzí dále existovaly jejich modifikace, především v tvaru a počtu bočních oken.
Karoserie STW vznikla jako poslední ze všech karosářských verzí. První vůz STW byl dokončen na konci března 1949. Sériová výroba započala během druhé poloviny roku 1949. Na konci tohoto roku se STW již vyráběl v karosárnách v Brně (n.p. Karosa), Rousínově a Plzni (v posledních dvou pouze do konce roku 1950). V listopadu 1950 byla zahájena výroba ve Vrchlabí (kde nahradily ukončenou výrobu roadsterů) a také v Praze-Letňanech (Letov). Výroba v Brně skončila ve druhé polovině roku 1951. Od listopadu 1951 se STW stavěly v Kvasinách (kde opět vystřídaly roadstery). Výroba v Letňanech, Vrchlabí a Kvasinách pak probíhala až do roku 1952. Posledních pět vozů dokončili v závodě Vrchlabí 23. května 1952.
Celkem vzniklo 4393 vozů STW, z toho: v Plzni 164, v Rousínově 569, v Brně 848, v Praze-Letňanech 357, v Kvasinách 1072 a ve Vrchlabí 1383 vozidel. Údajná výroba v Sodomkově karosárně ve Vysokém Mýtě je nepotvrzena.
Drtivá většina vozů STW byla postavena na podvozku Š 1101, ve verzi Š 1102 vzniklo jen 239 kusů.

#### Vojenská otevřená

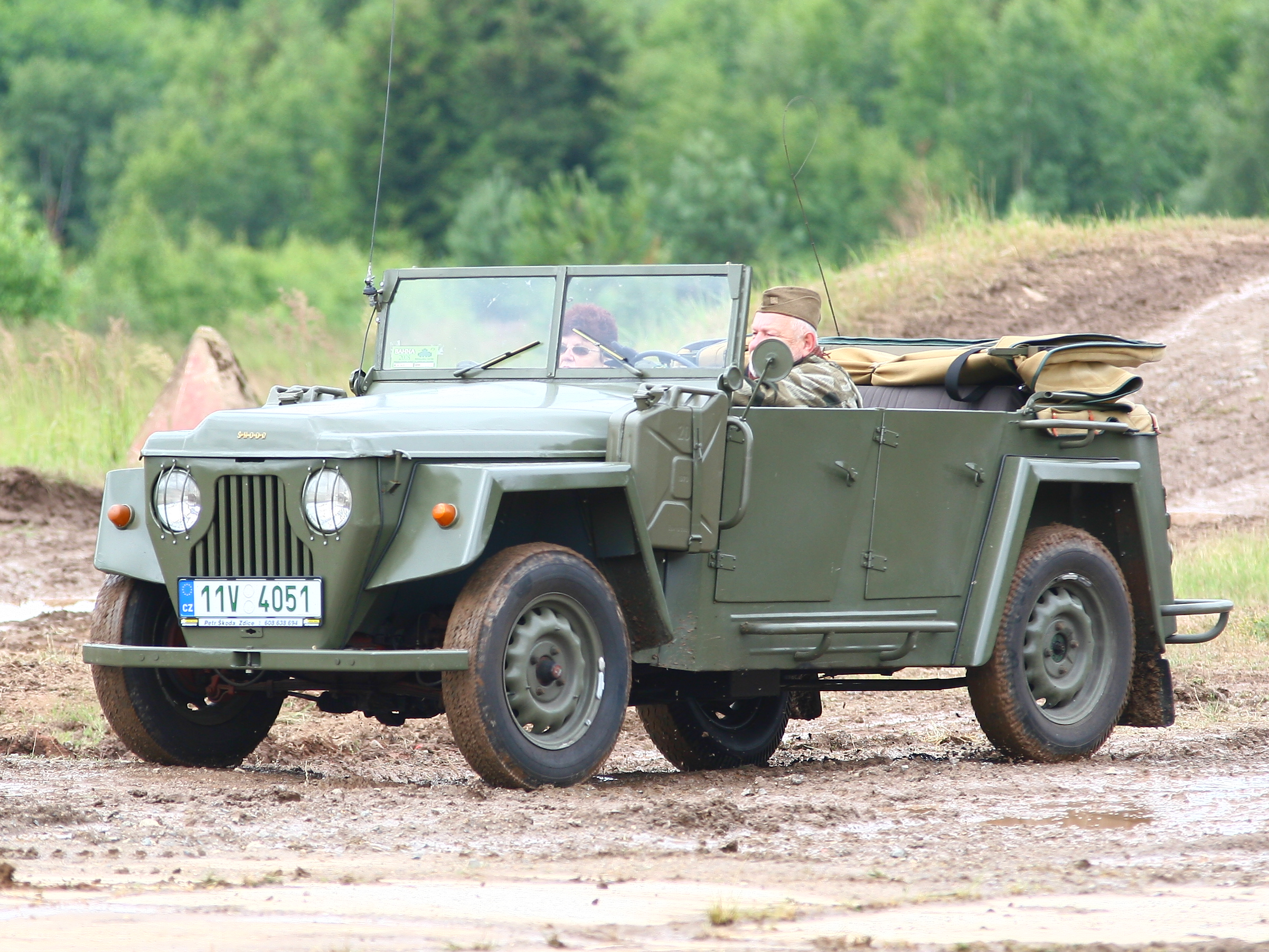
Škoda 1101 VO/P

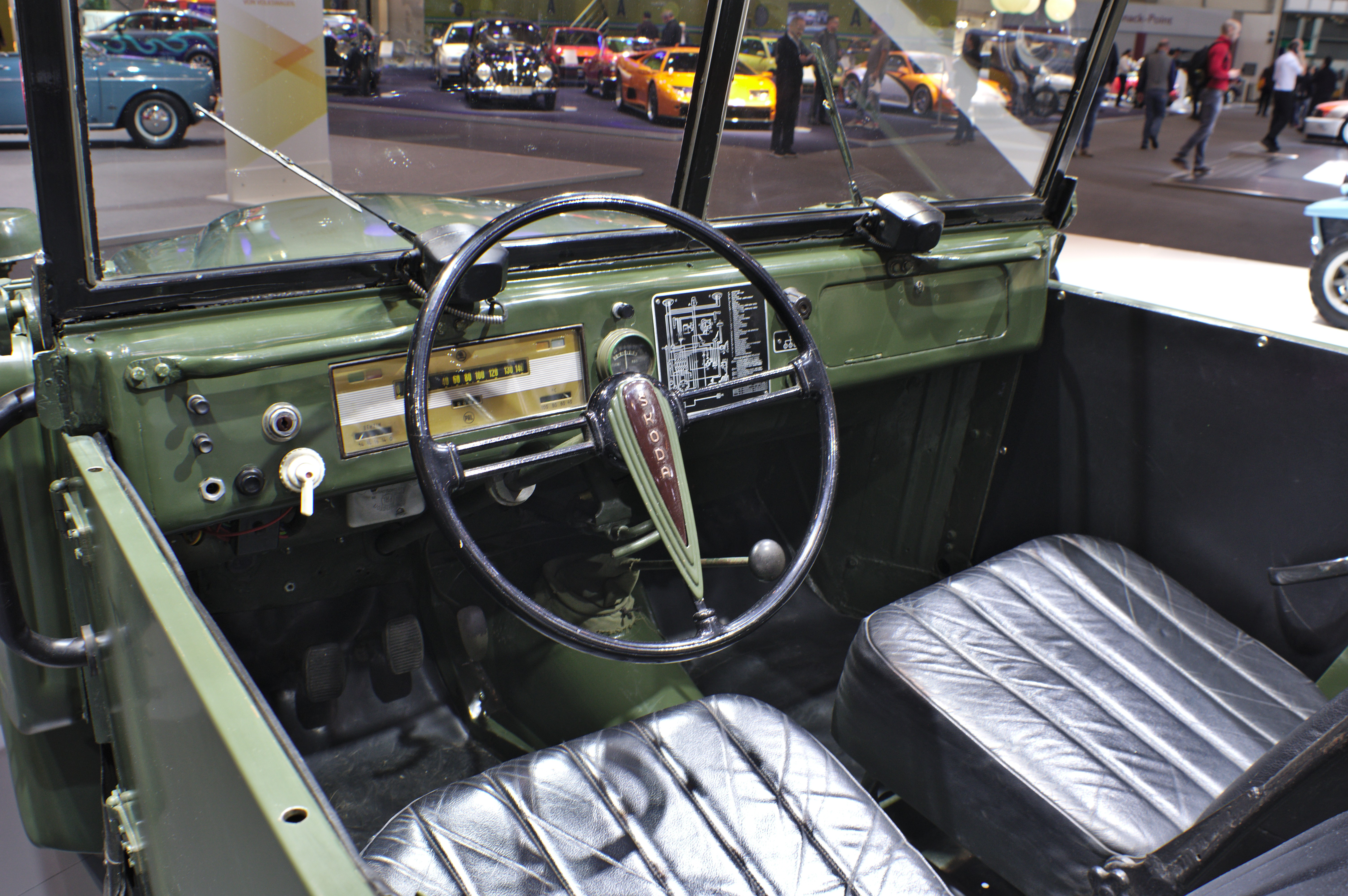
Škoda 1101 VO/P – interiér

Zvláštním typem karoserie byla vojenská otevřená verze s označením Škoda 1101 VO (přezdívaná bojový tudor). Vůz byl určen jako náhrada dosluhujících lehkých otevřených vozidel různých typů, získaných jako trofejní po Wehrmachtu.
Práce na této verzi začaly již v první polovině roku 1947, během vývoje byly zohledněny armádní zkušenosti s vozem Tatra 57 K, vyráběným až do roku 1947. Vzniklý vůz měl celokovovou karoserii hranatých tvarů, se skládací plátěnou střechou a odnímatelnými bočnicemi. Z civilního typu Škoda 1101 byl beze změny převzat podvozek i motor, což však negativně ovlivnilo jízdní vlastnosti v terénu. K příslušenství vozidla patřily kanystry za předními blatníky a držáky pro pušky a samopaly. Vozy pro tuzemsko byly navíc standardně vybaveny topením.
První vůz byl dokončen v Mladé Boleslavi ještě v roce 1947. Sériová výroba karoserií byla zahájena v lednu 1948, a to v mělnické karosárně Havlík. Do září 1948 bylo vyrobeno celkem 260 vozů (objednaných v říjnu 1947), z toho 200 pro Jugoslávii a 60 pro Ministerstvo národní obrany ČSR (v provedení se zdvojenými pedály pro výcvik řidičů). V roce 1948 Jugoslávie objednala dalších 500 vozů, z toho 325 vzniklo v Mělníku a 175 v Chocni. V říjnu 1948 bylo objednáno 80 vozů pro Sbor národní bezpečnosti, jejich provedení se v detailech lišilo od vozů pro armádu. V říjnu 1949 bylo označení vozu změněno na Škoda 1101 P (Pohotovostní), neboť špatné terénní vlastnosti v podstatě civilního typu neodpovídaly původní prezentaci Škody 1101 VO jako vojenského terénního vozu. Roku 1949 bylo objednáno 328 vozidel, z toho 150 pro SNB, 132 pro MNO (z toho 70 ve výcvikovém provedení), 6 pro veřejné úřady a posledních 40 pro Bulharsko (plus 100 samostatných podvozků se zdvojenými pedály, karosovaných po čelní sklo). Sériová výroba Škody 1101 P probíhala až do září 1951, poslední vůz byl dokončen v prosinci. Celkem vzniklo 4237 kusů, z toho 1417 jako Š-1101 VO a 2820 jako Š-1101 P.
Většina vyrobených vozů byla exportována, kromě Jugoslávie a Bulharska patřilo mezi odběratele Rumunsko, Maďarsko, Polsko, Portugalsko, Saúdská Arábie, Egypt a další země.

### Sériově nevyráběné karosářské verze

#### Sedan-kabriolet
Sedan-kabriolet byl podobnou modifikací standardní uzavřené karoserie jako tudor-kabriolet. Měl opět pevné boční části a stahovací střechu. Nehotový prototyp byl představen (spolu se sedanem) na Pařížském autosalonu v září 1946. Zcela dokončen byl 2. ledna 1947. Tato varianta nevstoupila do sériové výroby.

#### Kabriolet
Roku 1947 postavila firma Sodomka na podvozku Škody 1101 dvoudveřový čtyřsedadlový kabriolet. Oproti roadsteru měl kabriolet delší dveře, sahající až k zadním blatníkům. Další odlišností byla výklopná větrací okénka ve dveřích a jednodílné čelní sklo. Vůz byl vystaven na Pražském autosalonu v říjnu 1947 a to na samostatném stánku firmy Sodomka.

#### Valník
Archivní zdroje výrobce obsahují zmínky o vozech vyrobených jako valníky, s dřevěnou nebo plechovou korbou. Valníky však pravděpodobně vznikly pouze jako nouzové přestavby pro vnitropodnikovou potřebu výrobce.

## Prodeje vozu

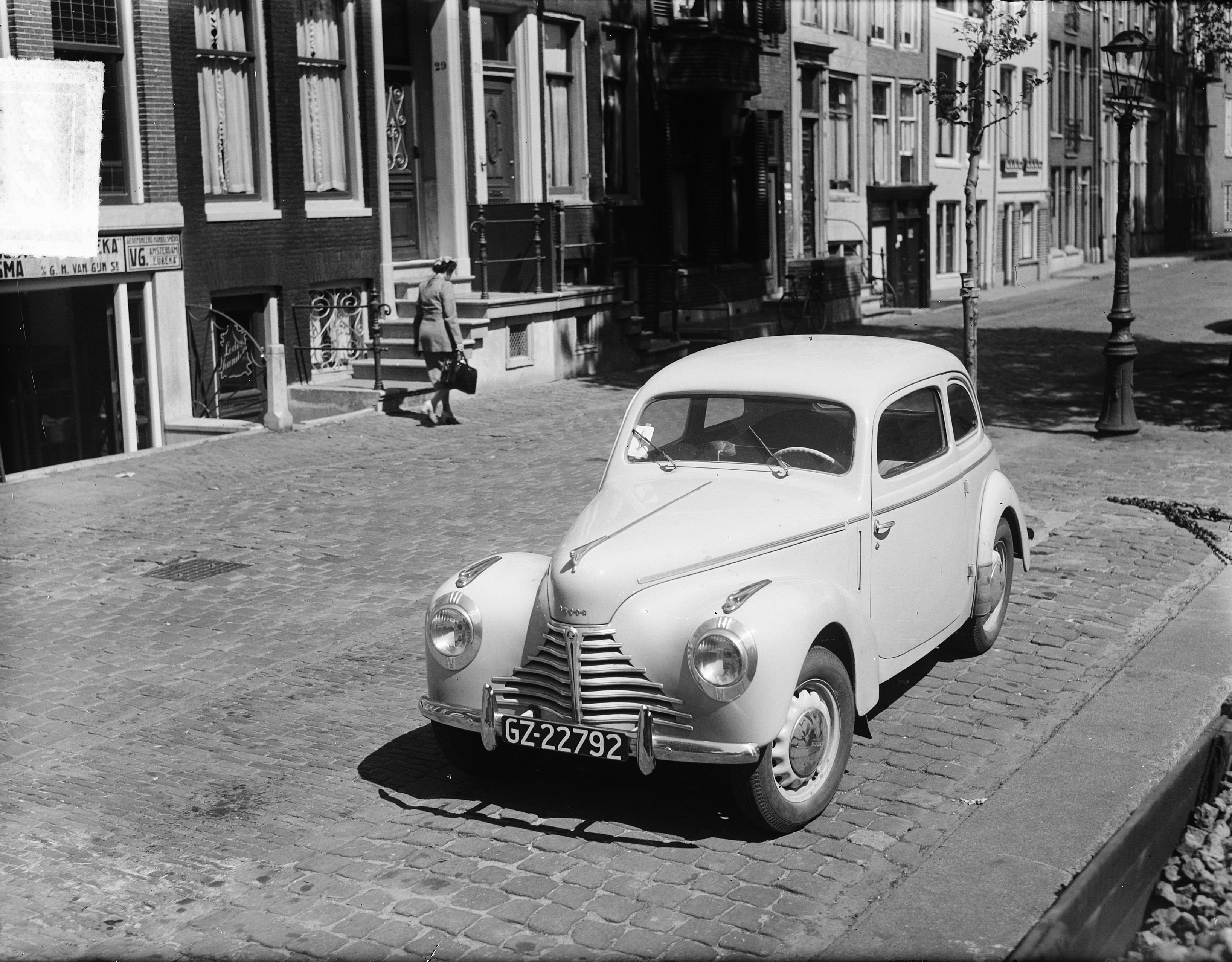
Škoda 1101 v Nizozemsku, 1949

### Vývoz
Automobily Škoda 1101/1102 byly v prvé řadě určeny na vývoz, který přinášel nutné devizy pro národní hospodářství. Díky své relativně moderní konstrukci a vzhledu byly vozy exportně úspěšné. Velký nárůst exportu oproti předválečným rokům umožnila také mnohem vyšší poptávka. Škoda 1101/1102 všech variant byla vyvážena do států západní, severní i východní Evropy, Latinské Ameriky, Afriky, Blízkého Východu, Asie a Austrálie. Největšími odběrateli bylo Polsko, Nizozemsko a Belgie.
Oproti předválečným dobám již nebyl vývoz zajišťován samotnou automobilkou, ale státními obchodními podniky. To znesnadnilo zpětnou vazbu mezi zákazníky a výrobcem.

#### Roční statistiky
Statistické údaje o exportu vozů Škoda jsou kvůli absenci archivních materiálů neúplné. Často zahrnují pouze export z hlavního závodu v Mladé Boleslavi, a to přitom všech vyráběných typů dohromady.
Přesný počet exportovaných vozů Škoda v roce 1946 není znám, avšak jejich hodnota byla zhruba o 20 % vyšší oproti roku 1938, kdy bylo vyvezeno 1977 vozů (z toho 1876 typu Popular). Roku 1947 bylo exportováno 4336 vozů Škoda 1101 do 36 zemí. Jen v Belgii bylo prodáno 1454 vozů, což bylo více, než zůstalo v Československu (1435 vozů). V roce 1948 export vzrostl na 4859 vozů do 43 zemí; největšími odběrateli bylo Polsko, Nizozemsko a Belgie. I v následujících letech 1949 a 1950 pokračoval nárůst vývozu na 11 645 respektive 15 072 vozů Škoda 1101 a 1102.
V roce 1951 bylo vyvezeno 10 988 vozů, největším odběratelem se stalo Finsko. V období let 1946–1951 byly vozy Škoda 1101/1102 vyvezeny do 76 zemí světa. Přehled exportu vozů Škoda 1101/1102 mezi lety 1947–1951 zobrazuje následující tabulka:
| země / rok       | 1947  | 1948  | 1949   | 1950   | 1951   | celkem země |
| ---------------- | ----- | ----- | ------ | ------ | ------ | ----------- |
| Polsko           | 19    | 2 063 | 2 178  | 2 779  | 1 337  | 8 376       |
| Nizozemsko       | 1 258 | 520   | 2 200  | 3 142  | 642    | 7 762       |
| Belgie           | 1 454 | 414   | 1 534  | 1 559  | 780    | 5 741       |
| Maďarsko         | 118   | 250   | 1 127  | 531    | 661    | 2 687       |
| Finsko           | 1     | 5     | 157    | 308    | 2 205  | 2 676       |
| Austrálie        | 1     | 0     | 482    | 982    | 890    | 2 355       |
| Švédsko          | 78    | 1     | 382    | 1 165  | 604    | 2 230       |
| Rumunsko         | 91    | 151   | 923    | 718    | 303    | 2 186       |
| Brazílie         | 3     | 498   | 490    | 288    | 460    | 1 739       |
| Kanada           | 0     | 0     | 71     | 1 107  | 0      | 1 178       |
| Egypt            | 178   | 178   | 48     | 387    | 366    | 1 157       |
| Rakousko         | 37    | 120   | 296    | 246    | 263    | 962         |
| Švýcarsko        | 345   | 79    | 174    | 164    | 177    | 939         |
| Maroko           | 0     | 0     | 20     | 135    | 392    | 547         |
| SRN              | 0     | 0     | 69     | 291    | 146    | 506         |
| Keňa             | 0     | 0     | 24     | 171    | 276    | 471         |
| Portugalsko      | 0     | 17    | 179    | 123    | 124    | 443         |
| Jihoafrická unie | 78    | 148   | 67     | 107    | 31     | 431         |
| Pákistán         | 0     | 1     | 146    | 199    | 82     | 428         |
| ostatní země     | 675   | 414   | 1 078  | 670    | 1 249  | 4 086       |
| celkem za rok    | 4 336 | 4 859 | 11 645 | 15 072 | 10 988 | 46 900      |

Roku 1952, kdy byla výroba řady 1101/1102 ukončena, se snížil vývoz automobilky na 6270 vozů. Jednou z příčin byl pokles výroby, způsobený náběhem výroby vozu Škoda 1200 a současnou produkcí technologicky zcela odlišného vozu Tatra 600. Jelikož souhrnné číslo za rok 1952 zahrnuje celkový export všech vyráběných vozů, jsou v něm zahrnuty typy Škoda 1101/1102, 1200 a pravděpodobně i T 600. Přesný počet vyvezených vozů Škoda 1101/1102 za rok 1952 tedy není znám.

### Československo
Vozy, které zůstaly v Československu, byly určeny především státním orgánům a institucím. Pořadí prodeje určovaly odběrní listy ministerstva dopravy. Soukromá osoba směla automobil koupit pouze na poukaz vydávaný místním národním výborem. Nárok měli jen ti, kteří vůz potřebovali k výkonu povolání (např. venkovští lékaři). Cena vozu 1101 Tudor s poukazem byla v květnu 1946 67 700 Kčs, v červenci 1947 již 89 400 Kčs. Vozidlo však bylo prodáváno bez pneumatik, které byly v poválečném Československu silně nedostatkové. Teoreticky bylo možné vůz zakoupit i na volném trhu za 400 000 Kčs (včetně pneumatik). S ohledem na existenci vázaných vkladů a průměrnou mzdu kolem 3000 Kčs (1947) to však bylo prakticky nemožné.

## Popis vozu

### Podvozek

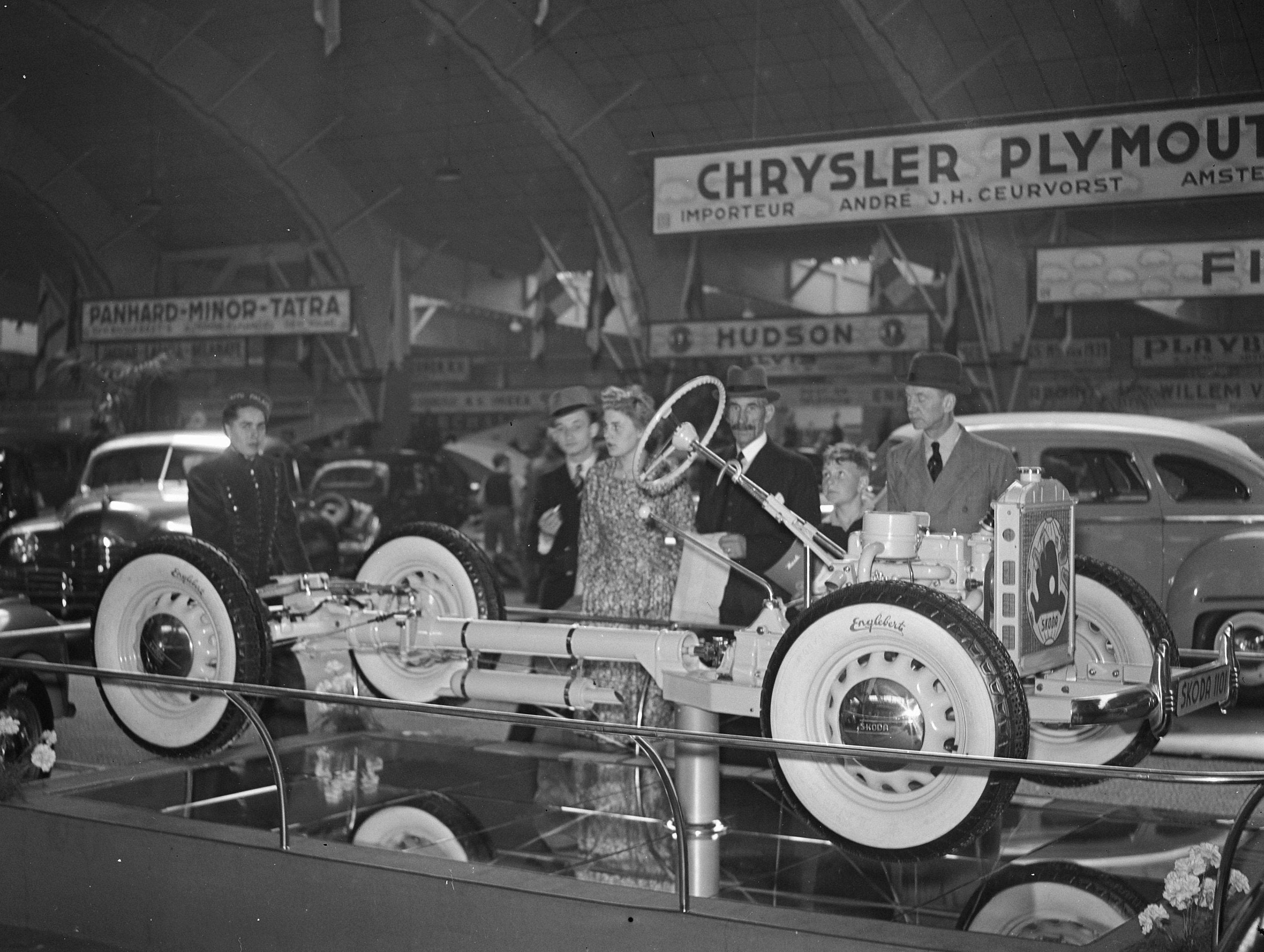
Šasi vozu Škoda 1101 na autosalonu v Amsterdamu, 1948

Podvozek je tvořen páteřovým rámem s nosníkem z bezešvé ocelové roury. Vpředu je rám rozvidlen do dvou lisovaných podélníků. Na rámu jsou přivařeny příčné lisované nosníky pro uchycení karoserie. Vzadu je páteřový rám ukončen přírubou pro rozvodovku zadní nápravy. Rámem prochází kloubový hnací hřídel. Podvozek je vybaven centrálním mazáním pomocí nožní pístové pumpy, ovládané pedálem. Hmotnost podvozku s motorem (šasi), náplněmi a náhradním kolem je 530 kg.
Nápravy jsou tvořeny nezávislými výkyvnými polonápravami.
Přední náprava je řiditelná, s lichoběžníkovým zavěšením kol. Spodní rameno tvoří příčná půleliptická listová pružina, horní ramena jsou tvořena rozvidlenými pákami, na jejichž koncích jsou umístěny olejové tlumiče pérování. Řízení kol je šroubem s maticí.
Zadní hnací náprava se skládá z polonáprav, tvořených ocelovými bezešvými trubkami. Ty jsou výkyvně zavěšeny na skříni rozvodovky. Náprava je odpružena příčnou půleliptickou listovou pružinou, umístěnou nad polonápravami a upevněnou na skříni rozvodovky.
Provozní brzda je hydraulická jednookruhová, s bubnovými brzdami na všech čtyřech kolech. Ruční brzda je mechanická, ovládaná pákou pod přístrojovou deskou.
Disky kol jsou plechové paprskové, rozměry ráfku činí 3,00 D×16” u osobních verzí a 4,00 E×16” u užitkových verzí (sanita, STW, dodávka). Ráfky jsou opatřeny pneumatikami 5,00 nebo 5,25×16” u osobních verzí, 5,75×16” u sanity a 6,00×16” u STW a dodávky.

### Pohonné ústrojí

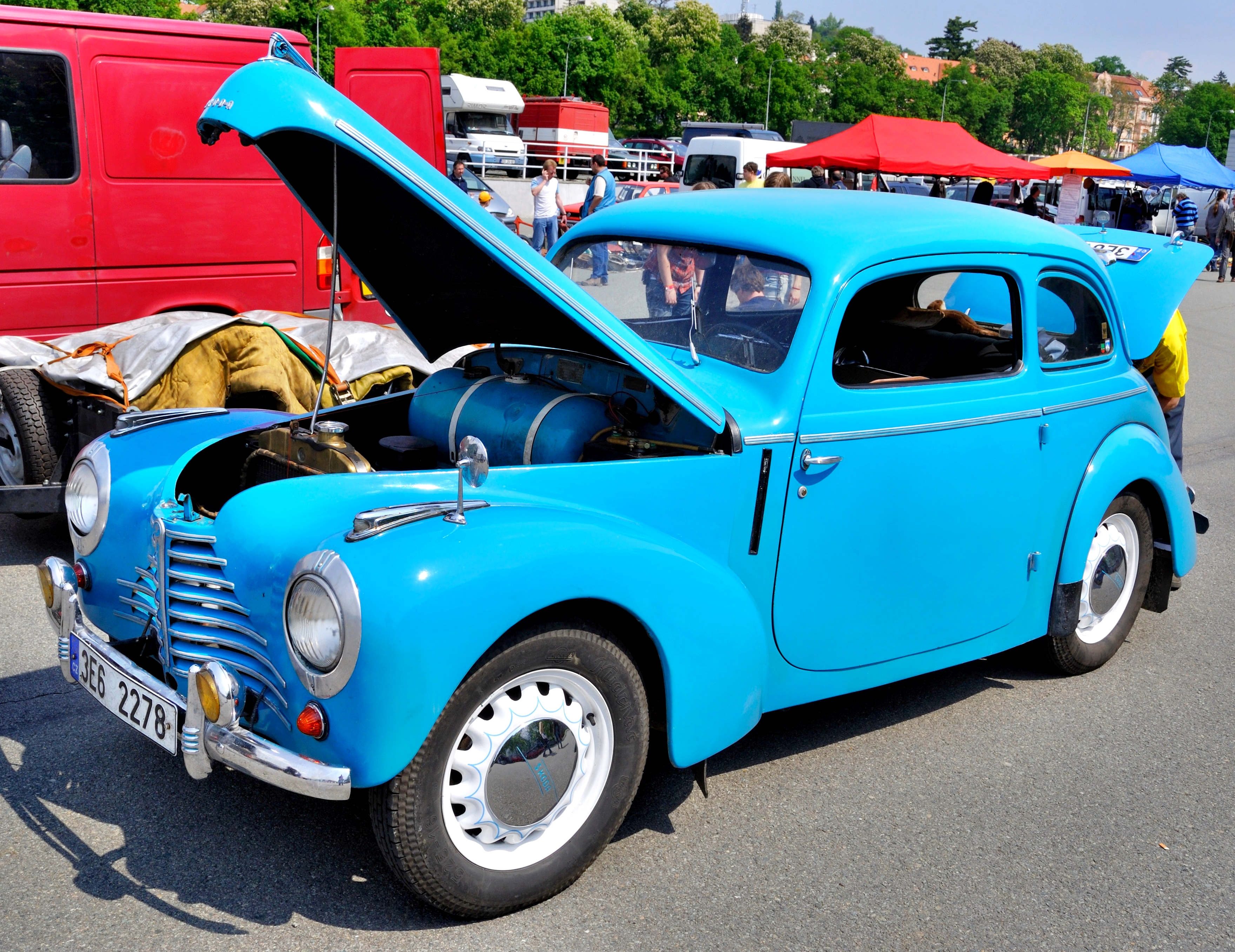
Škoda 1101 – pod otevřenou kapotou je viditelná palivová nádrž

Motor vozu je umístěn vpředu, podélně za přední nápravou, za kterým se nachází převodovka, jež s ním tvoří jeden montážní celek. Uložení motoru na rámu je provedeno ve třech pryžových závěsech (silentblocích).
Typově je motor čtyřtaktní zážehový vodou chlazený řadový čtyřválec s rozvodem OHV. Jeho zdvihový objem činí 1089 cm³, při vrtání válců 68 mm a zdvihu pístů 75 mm. Kompresní poměr má hodnotu 6,5:1. Nejvyšší krátkodobý výkon motoru podle normy SAE dosahuje 23,5 kW (32 k) při 4200 ot./min., trvalý výkon pak 21,3 kW (29 k) při 3200 ot./min. Největší krouticí moment stanovovaný dle normy SAE dosahuje 64,7 Nm při 2400 ot./min. Suchá hmotnost motoru je udávána 103 kg.
Voda, kterou je pohonná jednotka automobilu chlazena, prochází nuceným oběhem pomocí odstředivého čerpadla. Proudění vzduchu chladičem podporuje čtyřlistý ventilátor, poháněný klínovým řemenem od klikové hřídele. Tlakové mazání motoru zajišťuje zubové čerpadlo. Blok motoru je opatřen vyměnitelnými vložkami válců, z vnější strany přímo chlazenými vodou (tzv. „mokré vložky“). Kliková hřídel je uložena ve třech kluzných ložiscích. Blok motoru i hlava válců jsou odlity z šedé litiny, písty z hliníkové slitiny.
Přípravu palivové směsi zajišťuje horizontální karburátor typu Solex 26 UAHD. Palivo proudí z nádrže do karburátoru samospádem. Válcová plechová palivová nádrž o objemu 35 litrů je umístěna v motorovém prostoru na příčné stěně. Základní spotřeba vozu činí 8,5 l benzínu a 0,2 l oleje na 100 km.
Převodovka je mechanická čtyřstupňová se zpětným chodem. Třetí a čtvrtý rychlostí stupeň jsou synchronizovány. Čtvrtý rychlostní stupeň funguje na přímý záběr. Řadicí páka se u typu 1101 nachází na víku převodovky, u typu 1102 na sloupku řízení pod volantem. Spojka byla suchá kotoučová jednolamelová. Rozvodovka se nacházela na zadní nápravě a stálý převod činil 4,78 (u osobní verze a sanity) nebo 5,25 (u STW, dodávky a VO/P).

### Elektrická soustava
Elektrická soustava vozu pracuje s napětím 6 V. Zdrojem energie je šestivoltové dynamo o výkonu 130 W, hnané stejným klínovým řemenem jako ventilátor. Akumulátorová baterie o kapacitě 75 Ah je umístěna v motorovém prostoru, po levé straně palivové nádrže. Elektrický startér má výkon 0,4 k. K elektrickému příslušenství patří zapalování motoru, tvořené zapalovací cívkou, rozdělovačem a svíčkami. Pořadí zapalování válců je 1-3-4-2. Konkrétní typy elektrického příslušenství se liší; vozy Škoda 1101/1102 byly vybavovány momentálně dostupným příslušenstvím značek PAL, Bosch, Scintilla a Marelli obdobných parametrů.
Součástí elektrického příslušenství je také osvětlovací soustava, tvořená hlavními světlomety, koncovými svítilnami, osvětlením tabulky SPZ vzadu, osvětlením přístrojové desky a stropní svítilnou. Sanitní vozy jsou navíc vybaveny mlhovým světlometem vpředu a zvláštními signálními svítilnami.

### Karoserie

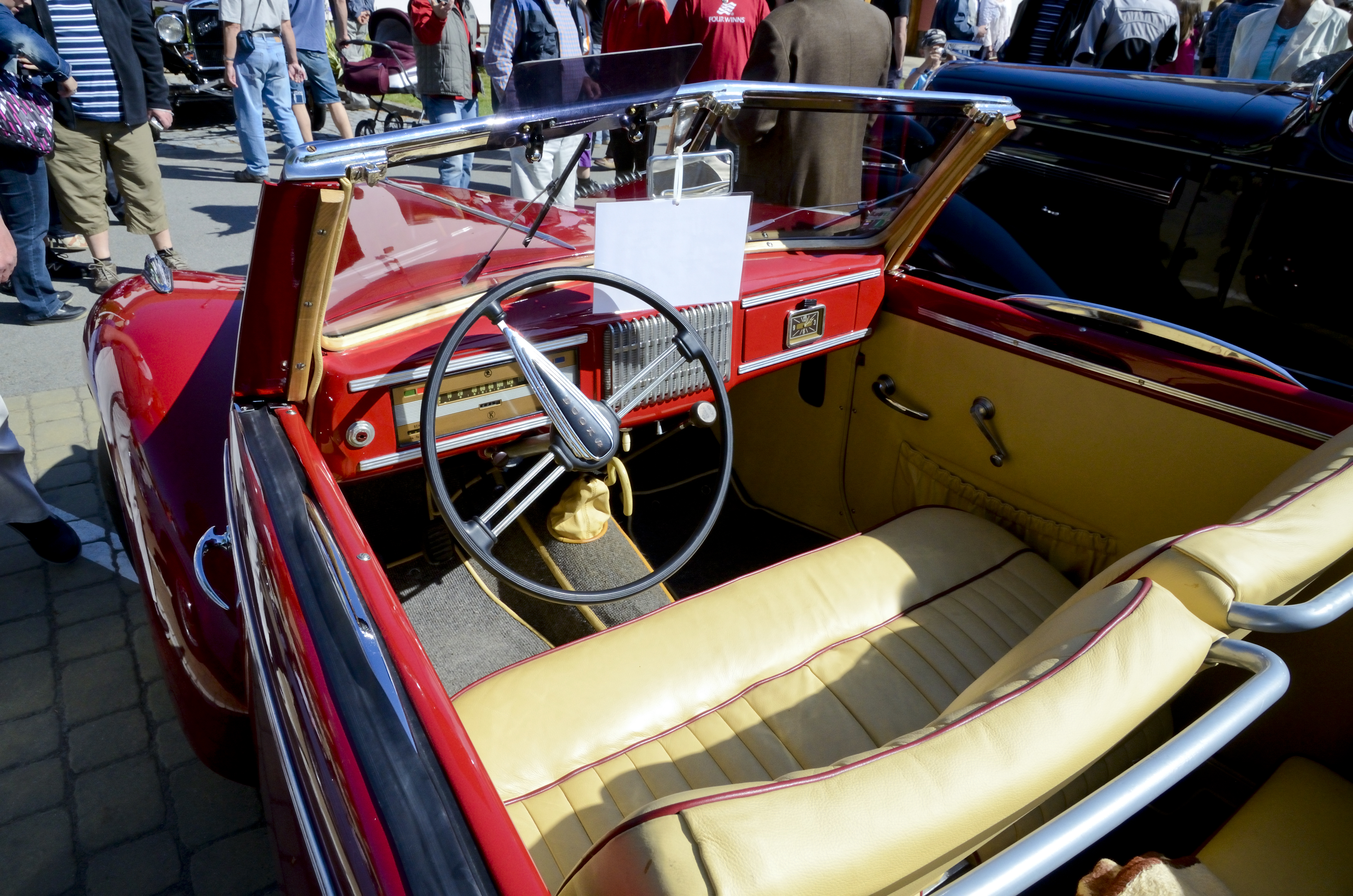
Interiér vozu Škoda 1101 roadster

Základ karoserií tvoří kostra z tvrdého dřeva, upevněná na celokovový rošt, tvořený příčnou stěnou motorového prostoru, podlahou a podběhy zadních blatníků. Kostra je potažená plechovými panely. Karoserie je na podvozku usazena pomocí osmi pryžových lůžek umístěných na příčkách rámu a na skříni rozvodovky. Karoserie a šasi jsou spojeny pomocí osmi šroubů.

Přední sedadlo je lavicové posuvné, se samostatnými opěradly. Na přání byla dodávána sedadla se samostatnými sedáky. Zadní sedadlo je jednodílné lavicové. Potah je z vlněné látky nebo kůže, případně koženky (užitkové verze). Dveře a stěny jsou čalouněny stejným materiálem jako sedadla, strop je potažen vlněnou látkou.

### Příplatková výbava
Pro vozy Škoda 1101/1102 byl výrobcem nabízen omezený sortiment zvláštní výbavy na přání (a za příplatek):
- Kruhová přední mlhovka (standardně u sanitních vozů)
- Dozadu sklopné opěrky předních sedadel (lůžková úprava)
- Dělená přední sedadla
- Teplovzdušné topení (od roku 1950, pro osobní verze)
- Výklopné čelní sklo

Kromě toho existovaly doplňky od dalších výrobců, jako autorádio Tesla Omikron, střešní nosič („autozahrádka“) a podobně.

### Výroba a technické údaje
Není-li uvedeno jinak, jsou údaje převzaty z příručky Automobil Škoda 1101, 1102, 1200. Technický popis a údržba.
| Karoserie             | tudor                            | tudor-kabriolet                  | sedan                            | roadster                         | sanitka                          | dodávka                          | STW                              | vojenská                         |
| --------------------- | -------------------------------- | -------------------------------- | -------------------------------- | -------------------------------- | -------------------------------- | -------------------------------- | -------------------------------- | -------------------------------- |
| Sériová výroba        | 1946–1951                        | 1946–1951                        | 1948–1951                        | 1948–1951                        | 1947–1951                        | 1947–1952                        | 1949–1952                        | 1948–1951                        |
| Vyrobeno vozů         | ~ 29 000                         | ~ 29 000                         | ~ 18 000                         | 2 184                            | 4 561                            | 4 946                            | 4 393                            | 4 237                            |
| Pohotovostní hmotnost | 940 kg                           | 940 kg                           | 960 kg                           | 960 kg                           | 1090 kg                          | 1050 kg                          | 1070 kg                          | 960 kg                           |
| Užitečná hmotnost     | 360 kg                           | 360 kg                           | 340 kg                           | 340 kg                           | 310 kg                           | 500 kg                           | 500 kg                           | 400 kg                           |
| Celková hmotnost      | 1300 kg                          | 1300 kg                          | 1300 kg                          | 1300 kg                          | 1400 kg                          | 1680 kg                          | 1700 kg                          | 1360 kg                          |
| Délka                 | 4050 mm                          | 4050 mm                          | 4100 mm                          | 4100 mm                          | 4140 mm                          | 4120 mm                          | 4120 mm                          | 4080 mm                          |
| Výška                 | 1520 mm                          | 1520 mm                          | 1520 mm                          | 1460 mm                          | 1650 mm                          | 1680 mm                          | 1620 mm                          | 1530 mm                          |
| Šířka                 | 1500 mm                          | 1500 mm                          | 1500 mm                          | 1500 mm                          | 1500 mm                          | 1500 mm                          | 1500 mm                          | 1520 mm                          |
| Rozvor                | 2485 mm                          | 2485 mm                          | 2485 mm                          | 2485 mm                          | 2485 mm                          | 2485 mm                          | 2485 mm                          | 2485 mm                          |
| Rozchod               | 1200/1250 mm (přední/zadní kola) | 1200/1250 mm (přední/zadní kola) | 1200/1250 mm (přední/zadní kola) | 1200/1250 mm (přední/zadní kola) | 1200/1250 mm (přední/zadní kola) | 1200/1250 mm (přední/zadní kola) | 1200/1250 mm (přední/zadní kola) | 1200/1250 mm (přední/zadní kola) |
| Světlá výška          | 190 mm                           | 190 mm                           | 190 mm                           | 190 mm                           | 190 mm                           | 190 mm                           | 190 mm                           | 190 mm                           |
| Pneumatiky            | 5,00/5,25×16                     | 5,00/5,25×16                     | 5,00/5,25×16                     | 5,00/5,25×16                     | 5,75×16                          | 6,00×16                          | 6,00×16                          | -                                |
| Spotřeba paliva       | 8,5 l/100 km                     | 8,5 l/100 km                     | 8,5 l/100 km                     | 8,5 l/100 km                     | 10 l/100 km                      | 10 l/100 km                      | 10 l/100 km                      | 9,5 l/100 km                     |
| Nejvyšší rychlost     | 100 km/h                         | 100 km/h                         | 100 km/h                         | 100 km/h                         | 90 km/h                          | 90 km/h                          | 90 km/h                          | 90 km/h                          |
| Trvalá rychlost       | 85 km/h                          | 85 km/h                          | 85 km/h                          | 85 km/h                          | 70 km/h                          | 70 km/h                          | 70 km/h                          | -                                |

## Závodní modifikace

### Škoda 1101 tudor a roadster
Pro nasazení v soutěžích i závodech byly používány neupravené (kromě lehce zvýšeného kompresního poměru) sériové vozy. Pro možnost nasazení v silnější třídě do 1500 cm³ byly na jaře 1949 upraveny dva vozy (tudor a roadster) přidáním kompresoru. Zvenčí se lišily upravenou kapotou s oválným vstupem vzduchu nad mřížkou masky. Karoserie roadsteru měla některé panely zhotoveny z hliníku.

### Škoda Sport

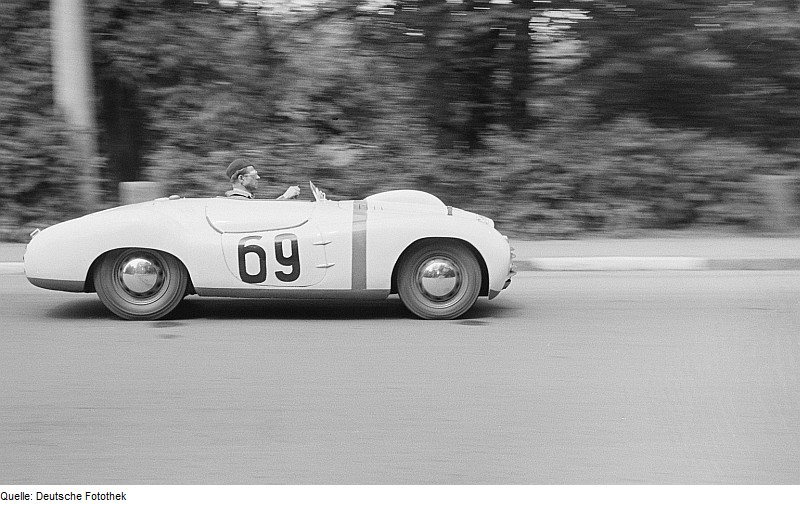
Škoda Sport na městském okruhu v Lipsku, rok 1952

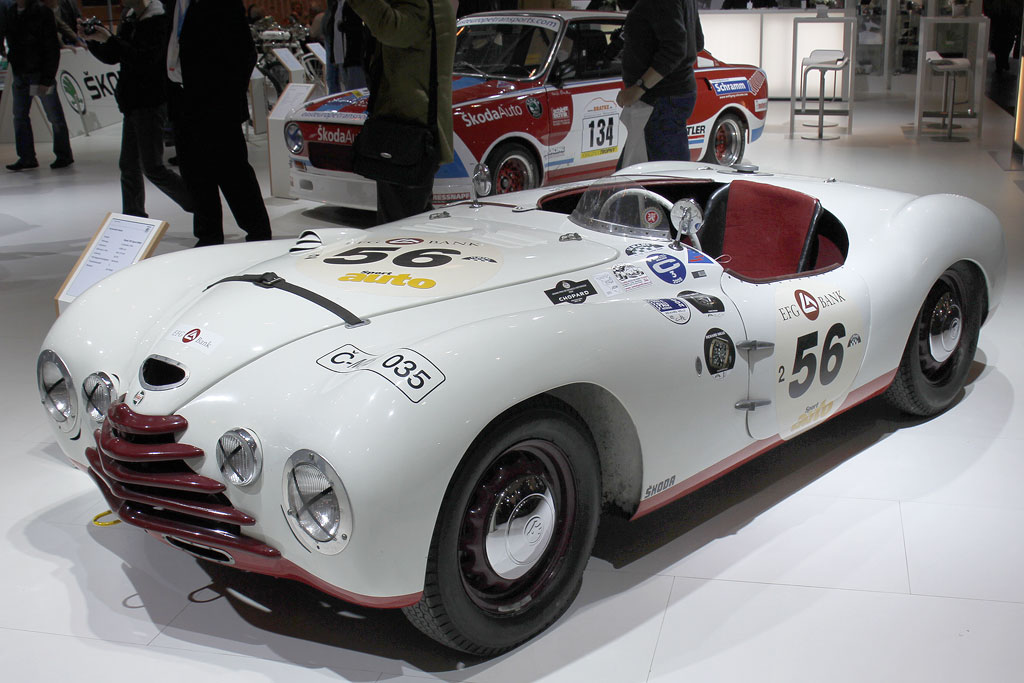
Škoda 1101 Sport

V létě 1949 bylo rozhodnuto postavit konkurenceschopný závodní speciál. Dalším záměrem byla snaha vyzkoušet sériové díly v extrémních podmínkách závodů. Nový závodní vůz Škoda Sport dostal odlehčený podvozek vozu Škoda 1101. Páteřová roura byla zkrácena o 400 mm, zatímco přední rozvidlení bylo prodlouženo. Byla pozměněna poloha řízení a pedálů.
Vůz dostal nízkou otevřenou dvousedadlovou karoserii, vyrobenou z hliníkového plechu. Kvůli malé výšce bylo upraveno rozmístění agregátů. Palivová nádrž byla přesunuta za sedadla, dodávku paliva zajišťovalo elektrické čerpadlo. Maska vozů dostala pětici žeber, stejnou jako u sériových vozů, a dva kulaté světlomety.
Byly vyrobeny dva vozy opatřené motorem 1,1 l, oba v červeném laku. Jeden vůz, určený pro starty ve třídě do 1500 cm³, byl vybaven Rootsovým kompresorem, se kterým dosahoval výkon 56 k. Vůz bez kompresoru, určený pro skupinu do 1100 cm³, měl výkon 42 k. Oba vozy poprvé startovaly 25. září 1949 v závodě o Cenu Města Brna. Na voze bez kompresoru startoval Jaroslav Netušil, který vyhrál třídu do 1100 cm³, Václav Bobek na přeplňovaném voze skončil ve třídě do 1500 cm³ druhý.
Jeden vůz Škoda Sport se účastnil 18. ročníku vytrvalostního závodu v Le Mans v červnu 1950. Pro start byl vybrán vůz bez kompresoru, který byl na základě dosavadních zkušeností a francouzských předpisů přepracován. Rozvor vozu byl zvětšen o 180 mm, po stranách masky přibyly dva světlomety a vůz dostal lak v národních barvách. Dále byl doplněn štítek u spolujezdce. Pro závod byl vůz opatřen pneumatikami Michelin. Vůz startoval pod číslem 44 s posádkou Václav Bobek a Jaroslav Netušil. Jezdci si vedli velmi dobře, ale v polovině závodu došlo k poruše motoru a závodníci museli odstoupit.
V druhém ročníku závodu motocyklů a automobilů (9. července 1950) na trutnovském rychlostním okruhu pod názvem „Branou Krkonoš“ v závodě automobilů zvítězil Ing. Jiří Pohl na soukromé Škodě MG Special kompresor o 16 vteřin před Sojkou, který jel na Tatraplánu.
Oba vozy Škoda Sport byly postupně dále vyvíjeny a dostaly motory 1,2 l, původem ze Škody 1200.

### Škoda Supersport

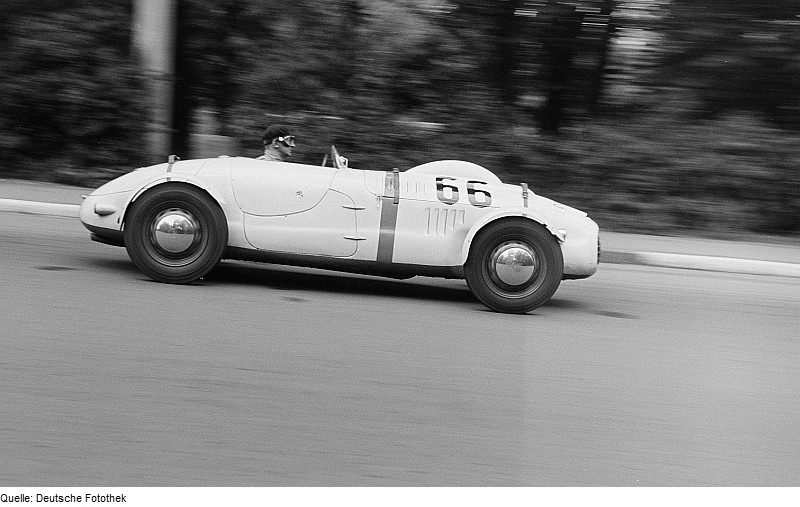
Škoda Supersport na městském okruhu v Lipsku, rok 1952

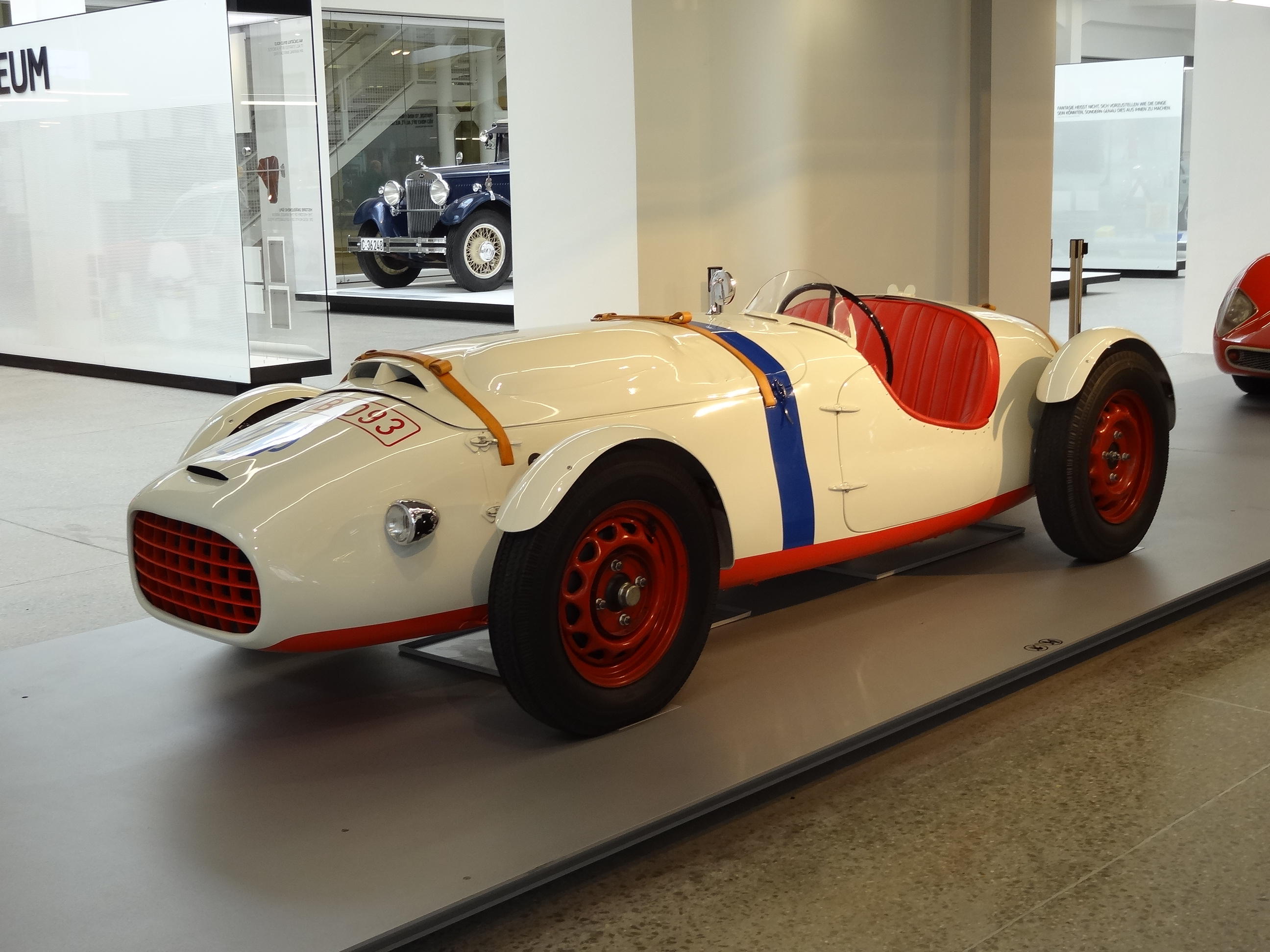
Škoda Supersport ve Škoda Muzeu

Na jaře 1950 vznikl vůz Škoda 1100 Supersport s doutníkovou karoserií a odnímatelnými blatníky motocyklového typu. Byl postaven na téměř neupraveném podvozku Škoda Sport. Vůz dostal upravený motor 1,1 l s novou hlavou s půlkulovými spalovacími prostory a ventily do V. Motor bez kompresoru dosahoval výkon 79 k, s kompresorem Roots až 120 k. Předpremiéru na závodě v Mladé Boleslavi (21. května 1950) vyhrál Václav Bobek na Škoda Supersport. Mezinárodní premiérou Supersportu byl závod o Cenu Města Brna v září 1950, kde startovaly dva vozy. Václav Bobek na voze s kompresorem vybojoval jedno třetí a jedno páté místo.
Od sezóny 1952 se ve vozech Supersport objevily motory 1,2 l ze Škody 1200. I tyto motory dostaly upravenou hlavu a byly nasazovány jak v atmosférické verzi (80 k), tak s přeplňováním jedním nebo dvěma kompresory Roots (až 140 k). Změnila se také příď karoserie.
Na konci sezóny byl Supersport vybaven prototypovým motorem 1,5 l, jehož základem byl motor terénního vozu Škoda 973. Atmosférická verze motoru se čtyřmi spádovými karburátory Jikov dosahovala výkonu 90 k, přeplňovaná verze se dvěma kompresory Roots 150 k, od roku 1954 až 180 k. Vůz se poprvé představil 4. října 1953 na „Dni rekordů“ v Praze. Václav Bobek s přeplňovaným Supersportem dosáhl na trati 1100 m průměrné rychlosti 197,7 km/h.
Celkem byly vyrobeny tři vozy Škoda Supersport. Vozy Škoda Sport a Supersport byly továrně nasazovány až do konce 50. let, kdy je vystřídal nový typ Škoda 1100 OHC. Ještě několik let však byly závodně nasazovány autokluby.
Kromě účasti na několika závodech v NDR zůstalo nasazení typů Sport a Supersport omezeno na domácí tratě. Zde byly jejich hlavními (a v podstatě jedinými) konkurenty monoposty Tatra.